# Saint-Nizier-le-Désert
Saint-Nizier-le-Désert è un comune francese di 881 abitanti situato nel dipartimento dell'Ain della regione dell'Alvernia-Rodano-Alpi.

## Società

### Evoluzione demografica
Abitanti censiti